# Wismut Objekt 31

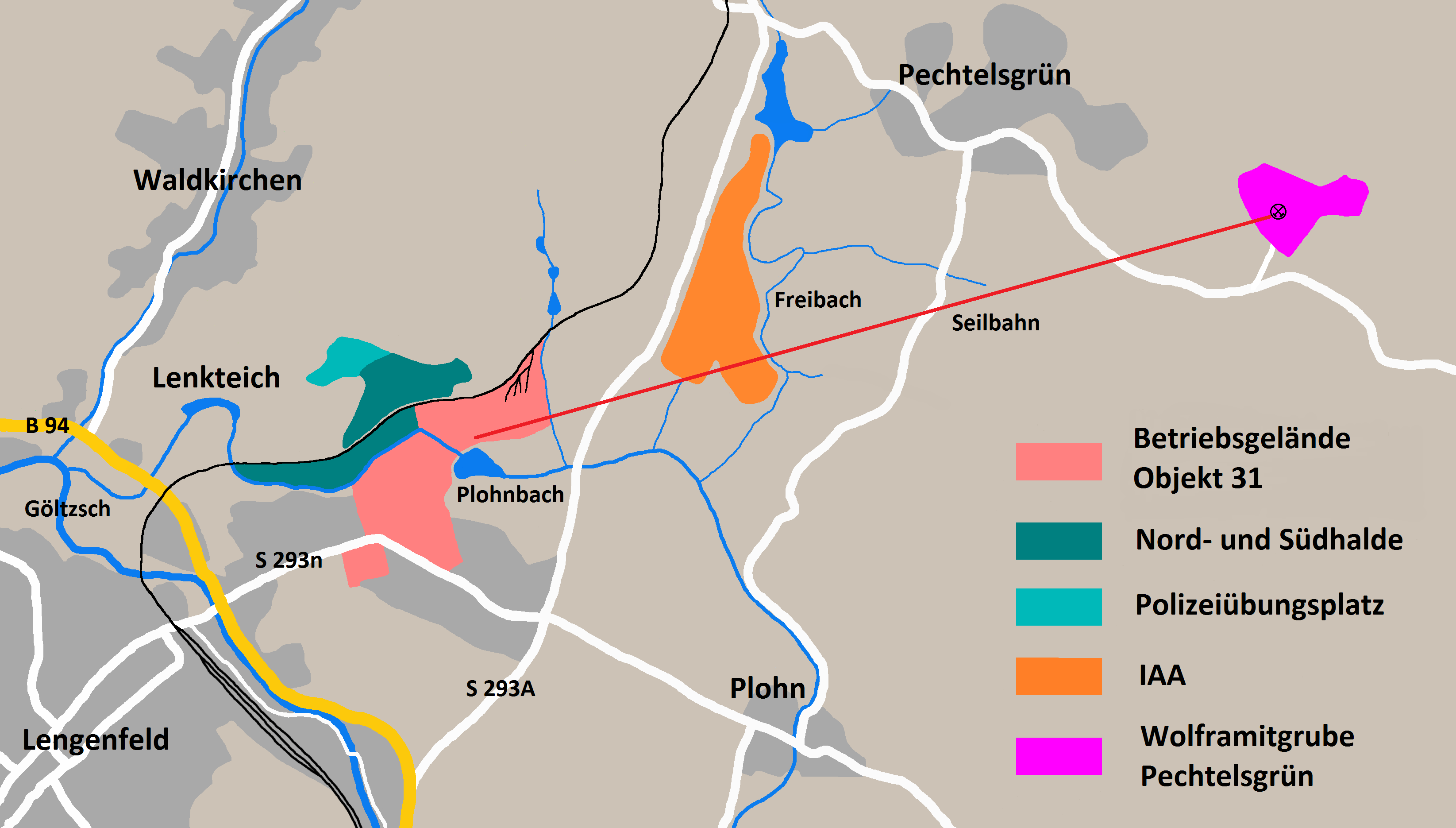
Lage des Aufbereitungsobjektes 31 und der Grube Pechtelsgrün

Das Objekt 31 war ein Aufbereitungsobjekt und als selbständige Struktureinheit innerhalb der Wismut AG/SDAG direkt der Hauptverwaltung unterstellt.

## Entwicklung des Objektes
Unter der Bezeichnung Objekt 31, auch Fabrik 75, verbirgt sich die Aufbereitungsanlage der Wolframitgrube Pechtelsgrün. Aus einer Betriebsaufstellung vom 28. August 1945 geht hervor, das das in der Anlage ab September 1945 aus dem Erz der Grube Pechtelsgrün erzeugte Wolframkonzentrat von der SMA Sachsen verwaltet und als Reparationsleistung in die Sowjetunion geliefert wurde.
Wahrscheinlich schon im November 1946 wurde die Aufbereitung unter sowjetische Verwaltung gestellt. Hintergrund war die Hoffnung auf ein positives Ergebnis der Erkundungsarbeiten auf Uran im Gebiet Klingenberg-Tannenbergsthal, Gottesberg und Eibenstock. Die Untersuchungen wurden aber im Januar 1947 eingestellt und die aufgefundenen Vererzungen als drittrangig eingestuft. Laut einer Notiz von Betriebsleiter Höpner arbeitete das Werk ab dem 6. Februar 1947 für die Feldpostnummer 27304. Dahinter verbarg sich die Sächsischen Bergbauverwaltung des Ministeriums des Innern der UdSSR, die unter Feldpostnummer der Roten Armee agierte. Am 30. Mai 1947 wurde die Aufbereitung des Werkes auf Grundlage des Befehls Nr. 113 der SMA Sachsen in sowjetisches Eigentum überführt. Damit fand eine Trennung zwischen Aufbereitung und Grube statt. Nach Eintragung der Zweigniederlassung der Wismut AG in das Handelsregister in Aue am 2. Juli 1947, wurde die Aufbereitungsanlage unter der Bezeichnung Objekt 31 geführt. Der Sitz des Objektes befand sich bis Januar 1950 in Pechtelsgrün, danach in Lengenfeld. Verarbeitet wurden anfänglich Erze aus der Lagerstätte Annaberg. Hier hatte die Erzgewinnung im Februar 1947 begonnen. Weiterhin ab Sommer 1947 Erze aus der Lagerstätte Niederschlag. Das Erz wurde mit der Deutschen Reichsbahn zum Bahnhof Lengenfeld transportiert und hier an einer am Grüner Weg errichteten Erzverladung auf Kipper verladen und zum Schacht Pechtelsgrün transportiert. Hier wurde es vorsortiert und zerkleinert und dann mit der Seilbahn zur Aufbereitung transportiert. Die Erze wurden hier von 1947 bis 1958 radiometrisch sowie nassmechanisch aufbereitet. Parallel dazu lief auch die chemische Aufbereitung. Ab 1957 wurde hier erstmals bei der Wismut die Aufbereitung mittels Ionenaustauscher aufgenommen. Die Zahl der Arbeitskräfte stieg von 500 im Jahr 1948 auf über 1000 nach 1950. Mit dem Bau eines eigenen Gleisanschlusses der Aufbereitung und Bunkeranlagen konnte ab 1949 das Erz direkt an der Aufbereitung entladen werden. Dafür wurde im Mai 1949 unter Leitung von Oberingenieur Wlassow mit dem Bau einen Anschlussbahn begonnen. Bei der Inbetriebnahme im Mai 1950 bestand der Anschluss aus zwei Gleisen mit 185 Meter und 155 Metern Länge. Bereits 1952 wurde der Anschluss um ein drittes Gleis mit 210 Metern Länge erweitert. Eine weitere Erweiterung um Gleis 4 erfolgte 1959. Mit dieser letzten Erweiterung ging auch die Betriebsführung an die SDAG Wismut und es wurden sechs Elektroseilwinden und eine Waggonkippanlage installiert. Ab 1. Juli 1961 ging die Rechtsträgerschaft an den VEB Baumechanisierung Zwickau. Ab 1949 wurden die Erze der Lagerstätte Bergen und ab 1950 auch die Erze der Lagerstätte Zobes verarbeitet. 1951 kamen dann die Erze aus den Tagebauen Sorge-Settendorf und Culmitzsch und ab 1952 die Erze aus Schmirchau hinzu.
Mit der Inbetriebnahme der Aufbereitung Seelingstädt 1961 wurde der Betrieb eingestellt. Zwischen 1950 und 1960 wurden 3.063.000 t Erz verarbeitet. Für den Zeitraum 1947 bis 1949 liegen keine Zahlen vor. Legt man das Erz-Uran-Verhältnis von 1950 zugrunde, wurden in dieser Zeit ca. 200.000 – 240.000 t Erz verarbeitet. Der Anteil der Erze aus dem Erzgebirge und Vogtland betrug 65–70 %. Der Anteil der Ronneburger Erze betrug 30–35 %. Die Rückstände der Aufbereitung wurden in zwei Halden und einer Absetzanlage deponiert.
Aufgrund extremer Regenfälle zwischen dem 9. und 12. Juli 1954 die zu einem Jahrhunderthochwasser führten, kam es zu einem Bruch des Dammes der Absetzanlage. In dessen Folge wurden 50.000 m³ Tailings ausgeschwemmt und zu großen Teilen in den vom Plohnbach durchflossenen Lenkteich gespült. Dieser Teich ist eine kleine 1890 errichtete Talsperre. Der Teich wurde fast vollständig mit den Schlammmassen verfüllt. Die in den Tailings des Lenkteiches errechnete Uranmenge wird mit 10 bis 14 t angegeben.

## Aufbereitungsverfahren

### Radiometrische Aufbereitung
Zur radiometrischen Aufbereitung waren nur die Erze der Lagerstätten des Erzgebirges und des Vogtlandes geeignet. Durch die gleichmäßige Verteilung des Urans im Erz waren die Thüringischen Erze radiometrisch nicht aufbereitbar. Nach dem Waschen und Klassieren des Erzes erfolgte eine mechanische Sortierung mit Messung durch Detektoren (Geigerzähler). Anfänglich geschah das Aussortierung von Hand, meist durch Frauen, später mittels Druckluftdüsen. Sortiert wurde in Warenerze > 1 % Urangehalt und Fabrikerze von 0,017 – 1 % Urangehalt. Die Warenerze wurden direkt in die Sowjetunion geliefert. Die Fabrikerze wurden in Blechkanister verpackt und an die Zeche 50 in Aue geliefert. Hier wurde alles ankommende Erz gesammelt, sortiert, verpackt und in die Sowjetunion geliefert.

### Gravitative Aufbereitung
Auch hier konnten Thüringische Erze nicht verarbeitet werden. Nach dem Mahlen der Erze in Kugelmühlen wurde die Erztrübe mit verschiedenen Setzmaschinen und Waschherden nach dem Dichteprinzip vom tauben Material getrennt. Das Erzkonzentrat wurde auf dampfbeheizten Platten getrocknet und mit Kippern zur Zeche 50 gefahren.

### Chemische Aufbereitung
Von 1947 bis 1950 wurde eine Perkolationslaugung betrieben. Hier wurde das Erz in Behältern mit verdünnter Schwefelsäure gelaugt. Das dabei entstehende Uranylsulfat wurde mit Natronlauge versetzt und Yellow Cake (Ammoniumdiuranat) ausgefällt und mittels Kammerfilterpressen gewonnen. Das Konzentrat wurde dann auf dampfbeheizten Blechen getrocknet und manuell in Pappeimer gefüllt. Bei der Perkolationslaugung wurden verhältnismäßig grobkörnige Erze, die per Hand in die Behälter eingebracht werden mussten gelaugt. Dieses Verfahren war nicht sehr effizient, gestaltete aber die Abtrennung des entstandenen Uranylsulfates sehr einfach.
Ab 1950 wurde das Verfahren durch die Agitationslaugung ersetzt. Hier wurde einem sehr fein gemahlenen Erz in der Erztrübe verdünnte Schwefelsäure oder Soda zugesetzt. Das weitere Verfahren ähnelt der Perkolationslaugung, allerdings ist die Trennung der Uranprodukte von der Trübe wesentlich komplizierter. Dafür ist das Ausbringen wesentlich höher. Bei der Laugung mit Schwefelsäure wird nicht nur Uran, sondern auch andere im Erz enthaltene Schwermetalle gelöst. Im Gegensatz dazu erbringt die Laugung mit Soda ein sehr reines Konzentrat, da hier nur das Uran als Schwermetall gelöst wird. Als Nachteil steht das geringere Ausbringen dagegen. Welche der beiden Laugungsmethoden eingesetzt wurde, hing von der Zusammensetzung der Erze ab. So wurden die calcitischen Erze aus den Tagebauen mit Soda und die silikatischen Erze aus Ronneburg mit Schwefelsäure gelaugt.

### Aufbereitung mit Ionenaustauscher
Angewendet wurde ein Festbettionenaustauscher im Gegenstromverfahren. Die Erztrübe wurde dabei über den Ionenaustauscher geleitet und das Uran lagerte sich an diesen an. Danach wurde der Austauscher mittels Natriumchloridlösung und Soda regeneriert und das angelagerte Uran gelöst. Das in der Lösung enthaltene Uran wurde mit Bindemitteln ausgefällt und mit Filterpressen gewonnen. Das Endprodukt war auch hier Yellow cake. Verwendet wurde ein von der Wismut in der Zeche S der Fabrik 95 in Dresden-Gittersee entwickelter Ionenaustauscher mit der Bezeichnung WNS.

## Halden
Die Rückstände der radiometrischen Aufbereitung wurden im Betriebsgelände aufgehaldet und als Baumaterial oder Straßenschotter verkauft.
Die Rückstände der gravitativen Aufbereitung wurden auf der Süd- und Nordhalde aufgehaldet. Die etwa 550 Meter lange Südhalde befindet sich zwischen dem Plohnbach und der Eisenbahnlinie Zwickau-Lengenfeld. Sie hat eine Fläche von 3,6 ha. Die Nordhalde befindet sich nördlich der Eisenbahnlinie. Ihre Fläche beträgt 9,1 ha.
Die Rückstände der chemischen Aufbereitung wurden hinter aufgeschütteten Dämmen der Nordhalde und in einer Absetzanlage (IAA) im Tal des Freibaches eingespült. Das Volumen der Tailings aus der Uranerzaufbereitung beträgt 890.000 m³.

## Nachnutzung
Wahrscheinlich wurden nach 1961 die Erze der Wolframitgrube aufbereitet. Ungeklärt ist die Frage der Aufbereitung dieser Erze zwischen 1947 und 1961. In einer 2002 durchgeführten Studie wurden erhöhte Wolfram und Molybdängehalte im Lenkteich, aber auch in dem unterhalb des Absetzbeckens befindlichen Riedgebiet gefunden. In diesen Bereichen sind die Tailings des Dammbruches von 1954 abgelagert. Das Absetzbecken selber und die Halden wurden nicht untersucht. Die erhöhten Wolfram- und Molybdänwerte können ein Indiz für die Aufbereitung dieser Erze auch in der fraglichen Zeit sein. Nach der Einstellung des Wolframitbergbaus in Pechtelsgrün 1968 übernahm der neu gebildete VEB Vogtlandgruben Lengenfeld die Anlagen. 1970 wurde der Betrieb in VEB Fluß- und Schwerspatbetrieb Lengenfeld umbenannt.
1985 kam es zum Bruch des Westdammes, der aber nur geringe Auswirkungen auf die Umwelt hatte.
Bis 1990 wurden die Rückstände der Flussspataufbereitung im Absetzbecken verspült. Sie erreichen eine Mächtigkeit zwischen einem und acht Metern.
Im Juni 1990 wurde der VEB in die Fluß- und Schwerspat GmbH Lengenfeld umgewandelt. 1991 wurde der Betrieb der Aufbereitung eingestellt. 1993 wurde der Betrieb in die Gesellschaft zur Verwahrung und Verwertung von stillgelegten Bergwerksbetrieben mbH (GVV) integriert und 1997 stillgelegt.

## Sanierung

### Betriebsgelände
Von 2001 bis 2002 wurde von der GVV GmbH im Rahmen der Sanierung radioaktiv kontaminierter Flächen ein Großteil der Gebäude abgebrochen. 2003 wurde die Bergaufsicht über das Betriebsgelände beendet. Die Betriebsflächen werden heute vom Schachtbau Nordhausen, der Reuß GmbH und von einem der zwei Schützenvereine der Stadt Lengenfeld genutzt.

### Erzverladung am Grünen Weg
Die Erzverladestellen 1 und 2 waren von 1947 bis 1949 in Betrieb. Hier wurden die von der Reichsbahn angelieferten Erze auf LKW verladen. Vorhandene Uranerzreste und eine Kontaminierung des Bodens zwischen 0,40 und 1,20 Metern Tiefe waren nachweisbar. Im Rahmen des Projektes Sanierung von Wismut-Altstandorten wurden die Flächen 2003 saniert und der radioaktiv kontaminierte Aushub in der IAA eingebaut.

### Nord- und Südhalde
Beide Halden wurden Ende der 1960er-Jahre konturiert und abgedeckt. Anschließend wurden sie mit Fichten aufgeforstet. Inzwischen wurden sie als Naherholungsgebiet erschlossen. Im nördlichen Teil der Nordhalde wurde Anfang der 1970er-Jahre ein 2,8 ha großer Polizeiübungsplatz mit Schießplatz angelegt. Dieser ist inzwischen verlassen und das Gelände von Birken bewachsen. Die 2004 erfolgte Untersuchung der Kontamination mit Uran und Uranfolgeprodukten zeigten, dass die radioaktive Belastung von einigen wenigen Punkten abgesehen gering ist und keiner Sanierung bedarf. Die Fläche des Polizeiübungsplatzes wurde allerdings mangels Abdeckung als Sanierungsbedürftig eingestuft.

### Absetzbecken
Eine Untersuchung der radioaktiven Belastung der Tailings hat 2004 nicht stattgefunden. Das Absatzbecken befand sich zu der Zeit in der Sanierung. Bereits 1999 wurde von der GVV GmbH die Erarbeitung eines Sanierungskonzeptes in Auftrag gegeben. Nach der Planung 2001 wurde 2002 der Sanierungsplan zugelassen. Die Sanierung wurde 2002–2004 durchgeführt. Dabei wurden die Randdämme neu konturiert und die ehemalige Dammbruchstelle am Westdamm saniert. Das Absetzbecken wurde abgedeckt und begrünt. 2005 wurde die Sanierung abgeschlossen.

### Lenkteich
2003–2004 wurde eine Konzeption zur Sanierung des Lenkteiches erarbeitet. Im Dezember 2009 wurden die Rodungsarbeiten durchgeführt. Ab April 2010 begann die Sanierung, die im November 2011 abgeschlossen wurde. Der radioaktiv kontaminierte Aushub wurde auf dem ehemaligen Polizeiübungsplatz eingebaut und mit einer einen Meter mächtigen Abdeckung versehen. Am 23. Juni 2012 wurde das Gebiet des sanierten Lenkteiches als Naherholungsgebiet mit einem Volksfest eröffnet.